# Chiesa di Santa Maria Nascente (Edolo)

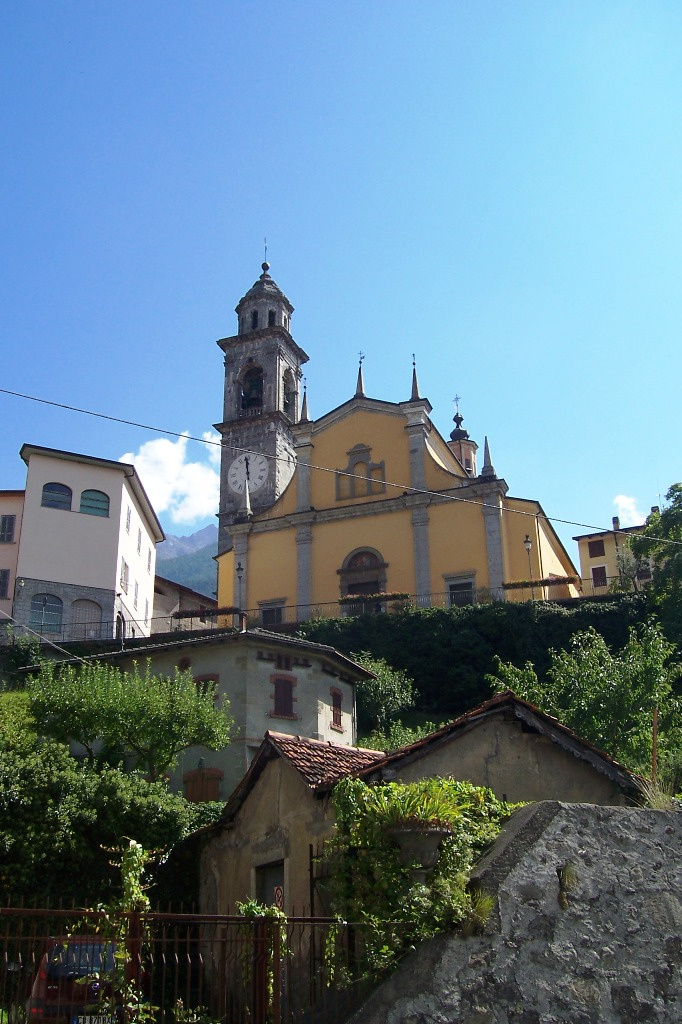
La Pieve

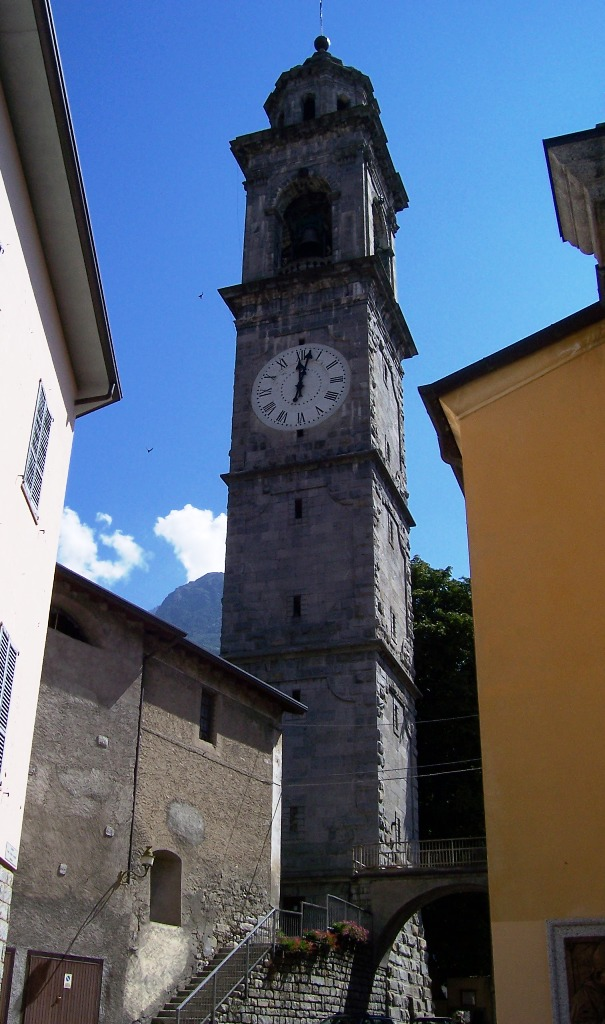
Il campanile

La chiesa di Santa Maria Nascente è la parrocchiale di Edolo, in provincia e diocesi di Brescia; fa parte della zona pastorale dell'Alta Val Camonica.

## Storia e descrizione
Una tra le pievi storiche della Valle, è di origini antiche, sebbene la sua struttura attuale si debba a dei rifacimenti effettuati tra il 1635 e il 1652. Il campanile fu eretto tra il 1754 e il 1757.
Durante il medioevo aveva il monopolio sui battezzati dell'alta Val Camonica. Primato che iniziò a perdere quando anche Vezza d'Oglio ottenne la pieve nel 1194.
In passato era probabilmente intitolata all'assunzione di Maria.